# Равео
Равео (итал. Raveo) је насеље у Италији у округу Удине, региону Фурланија-Јулијска крајина.
Према процени из 2011. у насељу је живело 386 становника. Насеље се налази на надморској висини од 506 м.

## Становништво
Према резултатима пописа становништва 2011. у општини је живело 508 становника.
| 1936. | 1951. | 1961. | 1971. | 1981. | 1991. | 2001. | 2011. |
| ----- | ----- | ----- | ----- | ----- | ----- | ----- | ----- |
| 701   | 739   | 735   | 578   | 560   | 525   | 490   | 508   |